# Lied
Lied (tysk "sang") er en betegnelse for den tyske kunstvise. I modsætning til den svenske visetradition, der lægger mere vægt på teksten, er den tyske lied koncentreret om musikken, ofte til tekster med et folkeligt præg. Det er især komponister fra det 19. århundrede, der har præget genren: Franz Schubert, Robert Schumann og Johannes Brahms. Sidst i århundredet og i det næste bidrog Gustav Mahler og Richard Strauss til traditionen.
En lied kan være opbygget på forskellige måder:
- Strofisk : udelukkende af A-stykker, dvs. ingen variation i musikken
- Strofisk varieret: Musikken skifter efter teksten i de forskellige strofer, men vender tilbage til det kendte.
- Gennemkomponeret: Der er ingen fast form i musikken, men ændrer sig efter teksten og komponistens ideer.

I Danmark er Carl Nielsen fire liedsamlinger fra henholdsvis 1892, 1893, 1897 og 1907 eksempler på dansk-sprogede lieder.